# Palazzo Caravaggio
Palazzo Caravaggio, indicato talvolta anche come Palazzo Bentivoglio, era uno storico edificio di Milano, situato nell'area dell'attuale piazza Missori.

## Storia
Il palazzo era situato nell'antica piazza di San Giovanni in Conca ed era posizionato per la precisione alla sinistra dell'oggi demolita chiesa di San Giovanni in Conca e vi era separata da un vicolo chiamato stretta dei Marchesi di Caravaggio, vicolo che avrebbe preso anch'esso il nome della chiesa. Il palazzo era in origine una dipendenza della Cà di Can, quartier generale e residenza fortificata di Bernabò Visconti, collegata da un passaggio che chiudeva la piazza della chiesa. Con l'arrivo al potere degli Sforza, il palazzo fu donato alla famiglia dei Bentivoglio di Bologna, uniti in matrimonio con gli Sforza tramite le nozze fra Alessandro Bentivoglio e Ippolita Sforza, che lo riammodernarono secondo lo stile dell'epoca. Nonostante l'indubbio valore storico e artistico del palazzo, questo fu sacrificato e demolito nel 1877 per l'apertura dell'attuale via Mazzini, che avrebbe collegato la nuova piazza Missori con piazza Duomo: del palazzo rimane solamente il portale cinquecentesco ad arco a tutto sesto con un alto architrave e gli stemmi del Bentivoglio e dei Colonna incisi ai lati.